# Opération Cadillac
Pour les articles homonymes, voir Cadillac.
L'opération Cadillac est le nom de code donné par les Alliés à un parachutage massif d'armement pour la résistance française le 14 juillet 1944, quelques semaines après le débarquement de Normandie.

## Détails de l'opération

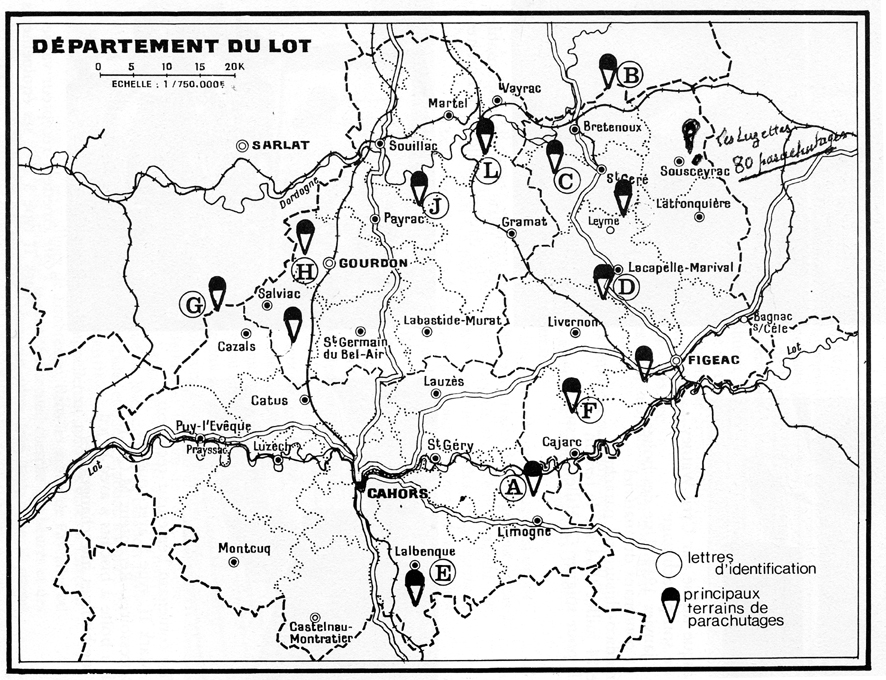
Carte des drop-zones des parachutages dans le Lot

Le débarquement allié du 6 juin 1944 contraint les Allemands à réorganiser leurs troupes. L'opération Cadillac est programmée par le SOE britannique et un des buts est de retarder la division allemande Das Reich en partance pour la Normandie. 
322 B-17 américains, soit 9 formations composées de 36 B-17 chacune, escortés par 524 chasseurs P-51 et P-47 sont engagés dans l'opération. 3 780 conteneurs d'armes et de matériel divers pour les Forces françaises de l'intérieur sont parachutés en plein jour sur l'Ain, le Maquis du Vercors, la Haute-Vienne, la Corrèze, le Lot, le Cantal et le Puy-de-Dôme.
Le plus important parachutage, sur le terrain de La Maresque à Loubressac dans le Lot, se compose de 75 forteresses volantes B-17 accompagnées de 200 chasseurs. Le chef de la mission britannique est George Hiller.
Des officiers anglais et américains sont également parachutés sur les drop zones, en soutien des groupes de résistants français. Ils ont plus tard organisé le débarquement du 15 août 1944 sur la Côte d'Azur.

## Évènements ultérieurs

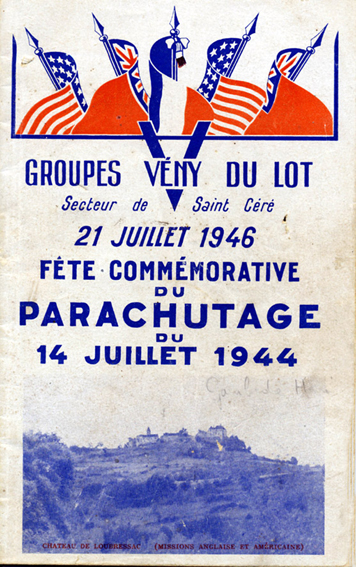
Affiche de la fête commémorative du 14 juillet 1944

La première commémoration du souvenir de l’opération avait été programmée le 14 juillet 1946 à Loubressac dans le Lot, sous le haut patronage de Charles De Gaulle. 